# Kościół św. Ducha w Dolsku
Kościół świętego Ducha – rzymskokatolicki kościół filialny należący do parafii św. Michała Archanioła w Dolsku (dekanat śremski archidiecezji poznańskiej).
Jest to świątynia wzniesiona w 1618 roku. Niektóre źródła podają jako datę budowy – połowę XVI wieku. W XVIII wieku została dobudowana szachulcowa kruchta, natomiast w 1725 roku została nadbudowana wieża drewniana. Kilkakrotnie była remontowana: 1927, 1947, 1957, 1972 oraz w latach 1995 – 96 (wówczas przeprowadzono konserwację polichromii).
Budowla jest drewniana, jednonawowa, posiada konstrukcję zrębową, jej nawa została wzniesiona na planie kwadratu. Zaliczana jest do grupy późnogotyckich kościołów odmiany wielkopolskiej. Świątynia jest orientowana, posiada węższe prezbiterium w stosunku do nawy, trójbocznie zamknięte. Obok są umieszczone szachulcowa zakrystia i kruchta. Druga kruchta znajduje się z przodu. Kościół jest nakryty dachem jednokalenicowym, pokrytym gontem z dużym okapem nad prezbiterium. Z przodu jest umieszczona czworokątna wieża. Jest ona zwieńczona gontowym dachem hełmowym z latarnią. Wnętrze nakryte jest płaskim stropem. Chór muzyczny jest podparty czterema ozdobnymi słupami i posiada wysuniętą kwadratową częścią środkową, na chórze jest umieszczony prospekt organowy. Belka tęczowa posiada datę budowy: „1618” i jest ozdobiona cytatem ze starego testamentu oraz krucyfiksem wykonanym w 1 połowie XVI wieku. Zachowały się trzy zabytkowe portale w tym w formie oślego grzbietu. Polichromia w prezbiterium została wykonana w latach 20. XX wieku. Ołtarz główny i dwa boczne reprezentują styl wczesnobarokowy i powstały w 1 połowie XVII wieku.